# Viggo Nørby
Viggo Nørby (4. marts 1909 i Odense – 2. november 1993) var en dansk embedsmand og senere administrerende direktør for BRFkredit.
Nørby var afdelingschef i Boligministeriet under tilblivelsen af boliglovene af 1958, der dannede grundlaget for stiftelsen af BRFkredit året efter. Han var frem til 1976 den første administrerende direktør i selskabet. 
Han var fra 1979 til 1984 bestyrelsesformand for Bella Center. Han var Kommandør af Dannebrogordenen.